# VfL 1905 Zwickau
VfL 1905 Zwickau was een Duitse voetbalclub uit de stad Zwickau, Saksen.

## Geschiedenis
In 1919 fuseerden FC Olympia 1905 Zwickau en Wettin 1905 Zwickau tot VfL Zwickau. De club speelde in de competitie van West-Saksen, een van de hoogste klassen van de Midden-Duitse voetbalbond. De club werd kampioen in 1925/26 en plaatste zich zo voor de Midden-Duitse eindronde. VfL versloeg Viktoria Lauter en werd dan met duidelijke 1:8 cijfers verslagen door Dresdner SC.
In 1933 werd de competitie geherstructureerd. De Gauliga Sachsen werd ingevoerd als hoogste klasse en hiervoor kwalificeerde de club zich niet. In 1941 maakte de club kans op promotie, maar verloor deze uiteindelijk aan Guts Muts Dresden. In het laatste seizoen werd de Gauliga regionaal sterk verdeeld en werd ook VfL opgenomen in de competitie, maar deze werd nooit voltooid.
Na de Tweede Wereldoorlog werden alle Duitse voetbalclubs ontbonden. De club werd heropgericht als SG Zwickau-Nord en ging in 1949 op in de club ZSG Horch Zwickau. 